# Keio Corporation
Keio Corporation (京王電鉄株式会社, Keiō Dentetsu Kabushiki-gaisha) (TYO: 9008) é um operador ferroviário privado em Tóquio, no Japão e a empresa central do Grupo Keio (京王グループ, Keiō Gurūpu) que está envolvido nos setores de transportes, imobiliário, varejo real, além de outras indústrias.